# Cooperativa Central Granot
La Cooperativa Central Granot (en anglès: Granot Central Cooperative) (en hebreu: גרנות) és una corporació cooperativa del moviment del quibuts a Israel. El seu president és Amit Ben Itzhak, que ha estat en el seu càrrec des de 2014. Roberto Kuperman és el director general des de 2005.
Granot és un corporació de 20 fàbriques i companyies, les quals són propietat de 43 kibutzim de la regió costanera i central d'Israel.
Granot opera en una àmplia gama de sectors econòmics: finances, holdings, adquisicions, agricultura (alvocat, fruites cítrics, estables, aviram), indústria alimentària (menjar per a animals, menjar en general, construcció d'instal·lacions, desenvolupament de noves llavors, emmagatzematge, refrigeració), infraestructures, energia, tecnologia de la informació, immobles, reclutament de personal, transport, capacitació i formació professional, sionisme i més.
Amb uns ingressos anuals d'aproximadament 3,5 milions de nous xéquels israelians (NIS) Granot va ser reconeguda en 2007 com una de les cooperatives més grans del món (basat en una recerca de l'Aliança Cooperativa Internacional).

## Història
Granot va ser establerta el 1940 per utilitzar l'economia aplicada al màrqueting dels productes agrícoles i per reduir els preus de compra dels béns per a les granges dels membres de la cooperativa. Unir les granges a una cooperativa més gran, va fer possible l'adquisició i la utilització de les tecnologies per processar els productes agrícoles. Avui en dia, Granot ajuda a reduir els costos d'operació, i ofereix un servei financer per als seus membres, que necessiten els capitals necessaris per operar i sostenir les seves granges agrícoles.

## Empreses de Granot
- Ambar Feed Mills: la companyia es propietària del molí de producció de pinso per a bestiar més gran i avançat de l'estat. Ambar té un molí a Gan Shmuel (en el nord del país) i un altre a Dvira (en el sud). La producció anual total és de gairebé un milió de tones de productes alimentaris per al bestiar.
- Granot Avocado & Citrus Cooperative: és una empresa cooperativa productora de cítrics i alvocats. Els kibutzim produeixen la tercera part del total de la collita d'alvocat i de cítrics israelians. La cooperativa Granot posseeix el centre d'empaquetatge de fruites més gran d'Israel.

## Holdings
- El 100% de Mey-Ram Water Ltd. Mey-Ram és una empresa dedicada al tractament de l'aigua potable, i al subministrament d'electricitat a les empreses agrícoles israelianes.
- El 66% de Rimon Ltd. Rimon duu a terme projectes en el camp del reciclatge de l'aigua.
- El 7,5% de Tnuva Ltd. Tnuva és la principal companyia alimentària de l'Estat d'Israel. Conjuntament amb el moviment dels kibutzim, Granot posseeix el 23.5% de la companyia).